# Stephansturm (Ensdorf)

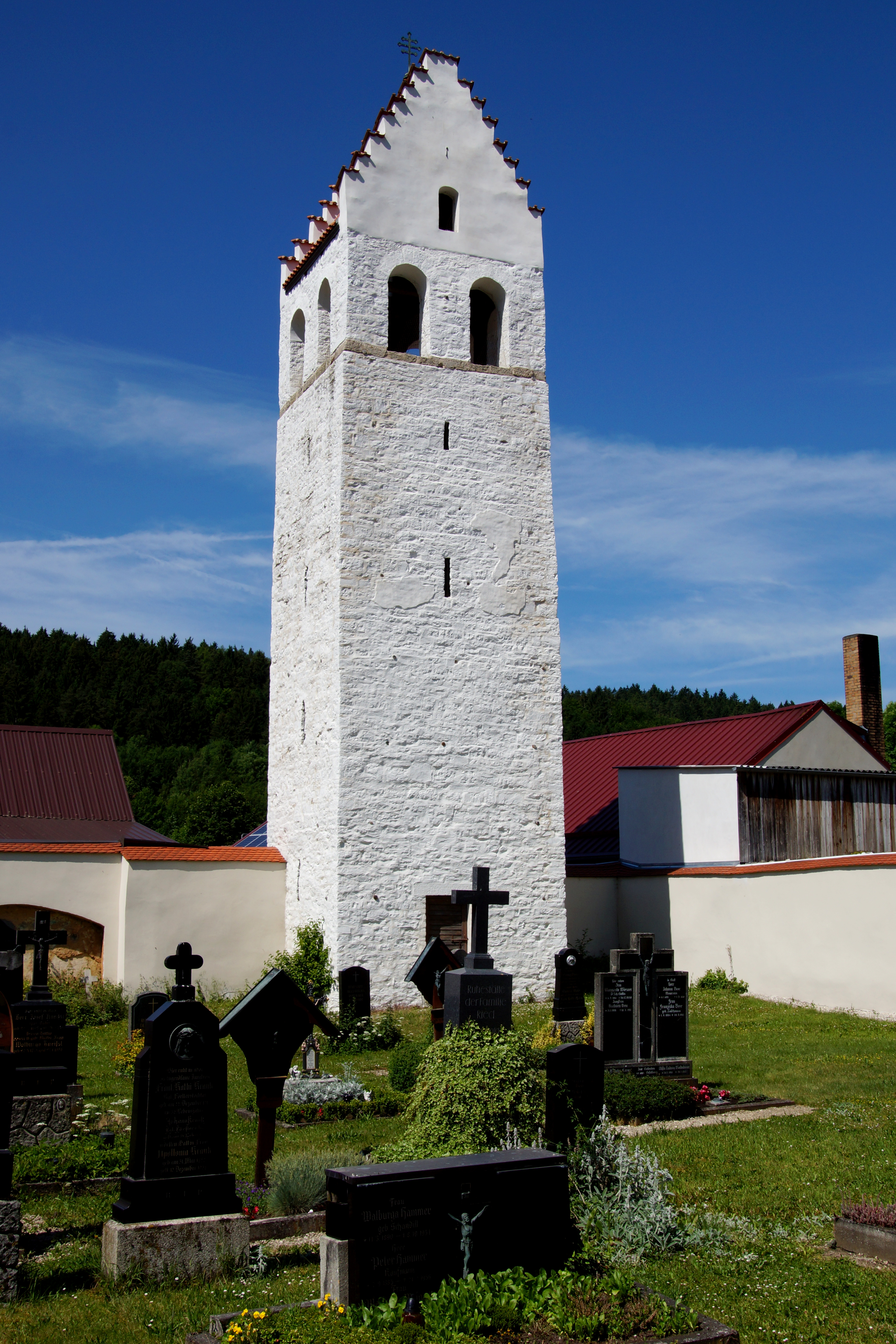
Stephansturm in Ensdorf

Der sogenannte Stephansturm in Ensdorf, einer Gemeinde im Oberpfälzer Landkreis Amberg-Sulzbach in Bayern, wurde um 1075 errichtet. Der 21 Meter hohe Kirchturm aus Kalksteinmauerwerk der abgegangenen Pfarrkirche St. Stephan ist ein geschütztes Baudenkmal.
Der romanische Glockenturm, der zur 1805 abgebrochenen Kirche St. Stephan aus dem 14. Jahrhundert und ihrer Vorgängerbauten gehörte, besteht aus Handquadermauerwerk. Das Glockengeschoss mit rundbogigen Schallöffnungen wurde bei der dendrochronologischen Untersuchung der Reste des Bauinnengerüstes auf das Jahr 1075 datiert. Das Dachtragwerk entstand 1724 und der Treppengiebel aus Mischmauerwerk ist wohl aus der gleichen Zeit.
Der Turm wurde beim Bau mit der Pietra-Rasa-Technik überschlämmt. Der verwendete Kalkstein stammt aus einem Steinbruch der Region.
In den Jahren 2009/10 erfolgte die vollständige Restaurierung des Stephansturms.